# Firestone Firehawk 500 1999
Firestone Firehawk 500 1999 var ett race som var den andra deltävlingen i CART World Series 1999. Racet kördes den 9 april på Twin Ring Motegis ovalbana över 2,4 kilometer. 1998 års vinnare Adrián Fernández upprepade bedriften, men var ytterst nära att få slut på bränsle på det sista varvet. Fernández trodde länge att det inte skulle räcka hela vägen, men hängde kvar på banan och sparade så mycket bränsle det var möjligt. Juan Pablo Montoya var hans tuffaste konkurrent om segern, men han använde mer bränsle, fick slut och tvingades rulla sakta in i depån för en påfyllning, vilket kostade fyra varv. Gil de Ferran och Christian Fittipaldi var övriga förare på prispallen, medan Greg Moore rullade in i mål som fyra med slut på bränsle, vilket ändå räckte för att behålla mästerskapsledningen.

## Slutresultat
| Plats | Förare               | Team                     | Grid | Kvaltid |
| ----- | -------------------- | ------------------------ | ---- | ------- |
| 1     | Adrián Fernández     | Patrick Racing           | 4    | 25,555  |
| 2     | Gil de Ferran        | Walker Racing            | 1    | 25,463  |
| 3     | Christian Fittipaldi | Newman/Haas Racing       | 7    | 25,608  |
| 4     | Greg Moore           | Forsythe Racing          | 6    | 25,593  |
| 5     | Michael Andretti     | Newman/Haas Racing       | 5    | 25,566  |
| 6     | Tony Kanaan          | Forsythe Racing          | 17   | 25,922  |
| 7     | Maurício Gugelmin    | PacWest Racing           | 2    | 25,530  |
| 8     | Robby Gordon         | Team Gordon              | 14   | 25,703  |
| 9     | Hélio Castroneves    | Hogan Racing             | 18   | 25,954  |
| 10    | Richie Hearn         | Della Penna Motorsports  | 21   | 26,151  |
| 11    | Paul Tracy           | Team KOOL Green          | 10   | 25,637  |
| 12    | Jimmy Vasser         | Chip Ganassi Racing      | 12   | 25,649  |
| 13    | Juan Pablo Montoya   | Chip Ganassi Racing      | 15   | 25,895  |
| 14    | Tarso Marques        | Marlboro Team Penske     | 22   | 26,241  |
| 15    | P.J. Jones           | Patrick Racing           | 9    | 25,630  |
| 16    | Max Papis            | Team Rahal               | 3    | 25,547  |
| 17    | Alex Barron          | All American Racing      | 19   | 26,055  |
| 18    | Michel Jourdain Jr.  | Payton/Coyne Racing      | 26   | 26,955  |
| 19    | Luiz Garcia Jr.      | Payton Coyne Racing      | 25   | 26,716  |
| 20    | Shigeaki Hattori     | Bettenhausen Motorsports | 24   | 26,698  |
| 21    | Scott Pruett         | Arciero-Wells Racing     | 20   | 26,057  |
| 22    | Dario Franchitti     | Team KOOL Green          | 11   | 25,641  |
| 23    | Bryan Herta          | Team Rahal               | 8    | 25,612  |
| 24    | Mark Blundell        | PacWest Racing           | 16   | 25,912  |
| 25    | Cristiano da Matta   | Arciero-Wells Racing     | 23   | 26,684  |
| 26    | Patrick Carpentier   | Forsythe Racing          | 13   | 25,689  |